# Trochosa dentichelis
Trochosa dentichelis este o specie de păianjeni din genul Trochosa, familia Lycosidae, descrisă de Buchar, 1997.
Este endemică în Bhutan. Conform Catalogue of Life specia Trochosa dentichelis nu are subspecii cunoscute.